# Покер планування

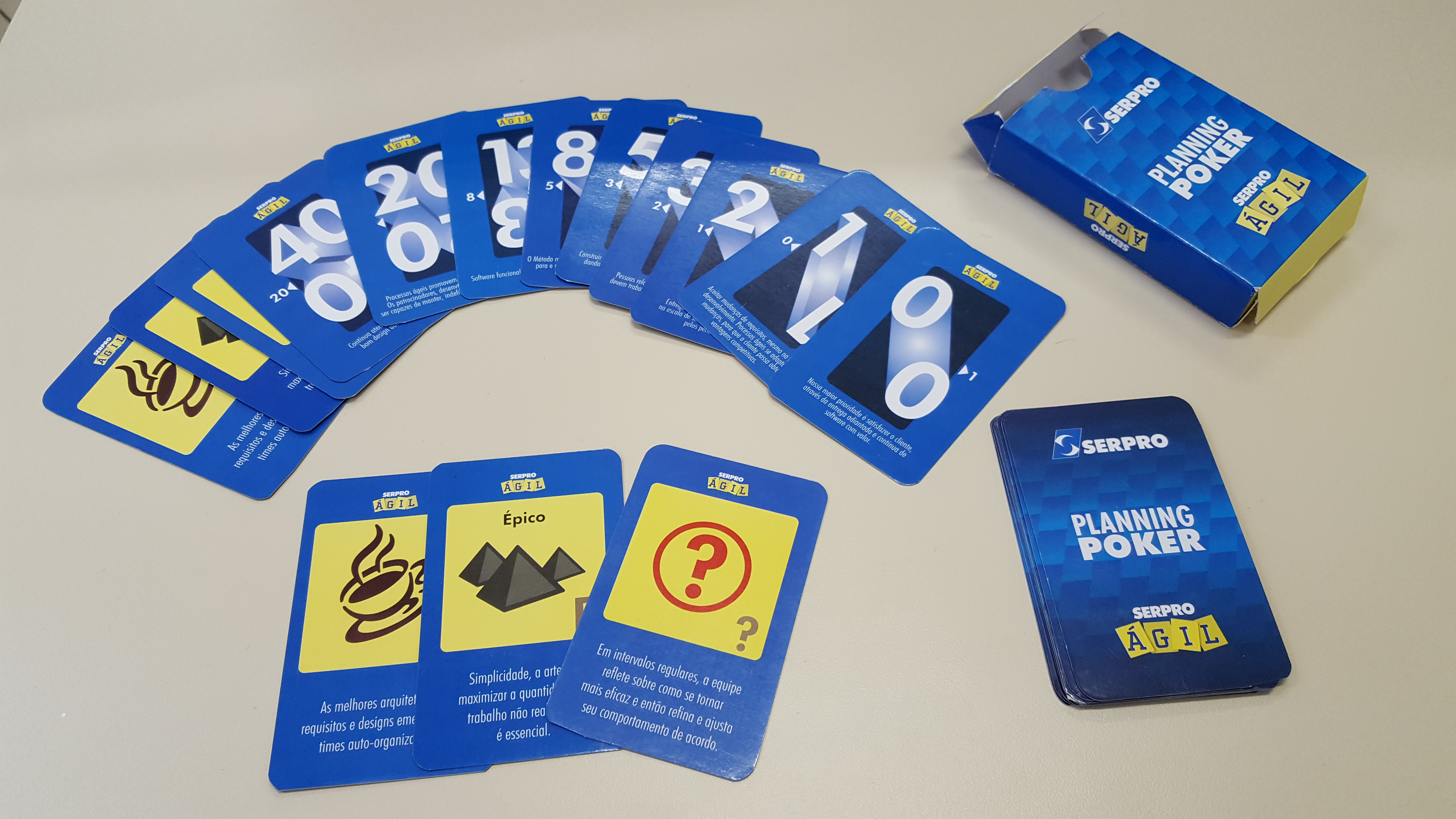
Колода карт для покеру планування

Покер планування (англ. planning poker, англ. Scrum poker) - консенсусний, ігровий метод для оцінки складності виконання задачі в гнучкій розробці програмного забезпечення. Найчастіше використовується в Scrum та екстремальному програмуванні, в яких одиницею роботи що оцінюється є історія користувача. У покері планування, члени групи під час гри використовують пронумеровані картки.

## Зноски
1. 1 2  Mahnič, Viljan; Hovelja, Tomaž (вересня 2012). On using planning poker for estimating user stories. Journal of Systems and Software. 85 (9): 2086—2095. doi:10.1016/j.jss.2012.04.005. ISSN 0164-1212.